# Hendricus Aloysius Petrus de Waart
Hendricus Aloysius Petrus de Waart (Amsterdam, 28 juni 1863 - Voorburg, 2 april 1931) was een Nederlands muzikant. Hij bespeelde de piano, het kerkorgel alsook de cello. Rond 1915 hanteerde hij slechts voor een aantal jaren de artiestennaam Henri de Waart.
Hij werd geboren binnen het makelaarsgezin van Cornelis Arnoldus de Waart en Hendrika Carolina Volk. Hijzelf was getrouwd met pianist met Haagse conservatoriumopleiding Henriëtte Mathilde Buziau (1865-1918), dochter van Jean Baptiste Buziau. Hun zoon was Alfred de Waart (1888-1981).
Hij was gedurende langere tijd organist hij in die Engelse kerk. Zijn muzikale opleiding kreeg hij aan de Muziekschool in Den Haag bij docenten als Willem Nicolaï, Carel Wirtz, Joseph Giese en Antonie Jacobus Ackerman. In 1885 kreeg hij nog als studerende voor zijn compositie Fantaisie voor piano en orkest het predicaat veel belovend mee na een uitvoering in Diligentia. Hij rondde zijn studie af met een zilveren rijksmedaille.
In 1887 stichtte hij samen met zijn vrouw een muziekschool aan de Atjehstraat te Den Haag. Hij was van 1905 tot 1908 muziekcriticus in Het Vaderland, maar schreef zelf ook dat critici verboden moesten worden, omdat zij de vrijheden van kunstenaars belemmerde. Op 1 januari 1908 begeleidde hij de Britse zanger Arthur Foxton Ferguson in de concertzaal Odeon. Op 12 april 1915 besteeg hij samen met harpist Klicka en operazangeres Marta Lénarde-Schroedl het podium van de kleine zaal van het Concertgebouw. Op 22 december 1927 werd er een herdenkingsconcert gegeven in de Engelse kerk vanwege zijn veertigjarig jubileum aldaar als organist. Zijn laatste optreden als organist vond plaats in zomer 1930, hij werd slachtoffer van een langdurig ziekbed. Bij zijn overlijden werd eerst een rouwdienst gehouden in de Engelse kerk, waarna de begrafenis plaatsvond op Oud Eik en Duinen.

## Enkele werken
- 1888: Lied der Spinnering für eine Mezzo-Sopranstimme met Piano-forte
- 1891: Sterrenhemel, cantate voor solisten, gemengd koor, piano en harmonium; uitgevoerd in Diligentia op 16 januari 1891
- Symphonisch voorspel
- Hans Springer in ’t Veld, een kinderoperette voor koor, solisten en orkest, uitgevoerd in Diligentia rond 20 mei 1899
- in 1905 waren er plannen tot het schrijven van een opera Isola, met een libretto van Jac. Weil
- 1911: Psalm 146 voor koor; won een derde prijs (een eerste prijs werd niet gegeven!) bij een wedstrijd georganiseerd door de Bond van Christelijke Zangverenigingen met in de jury Bernard Zweers, Johan Wagenaar en Johannes Andries de Zwaan
- 1912: Het sprookje van prinses Zonneschijn werd uitgegeven in Den Haag (Transvalia); uitgevoerd in december 1913 te Leeuwarden

- International Standard Name Identifier: 0000 0000 8621 7251
- Library of Congress Control Number: no2010125042
- Nederlandse Thesaurus van Auteursnamen: 194908887
- Virtual International Authority File: 124743775
- WorldCat: E39PBJgRRWKfKGwrFym4wK3RKd